# Parco regionale fluviale del Trebbia
Il parco regionale fluviale del Trebbia è un'area naturale protetta della provincia di Piacenza che tutela l'ultimo tratto del fiume Trebbia fino alla confluenza con il fiume Po, ai margini della città di Piacenza.
Nasce con lo scopo di proteggere l'antico paesaggio fluviale, altrove ormai scomparso o compromesso.
La valle del Trebbia è una importante via di transito e luogo di sosta per gli uccelli migratori che scelgono il greto o le sponde del fiume per nidificare e riposare.

## Storia e territorio
Il parco del Trebbia è stato istituito nel 2009 con la L.R. n.19/2009  e ricade nei territori di Rivergaro, Gazzola, Gragnano Trebbiense, Gossolengo, Piacenza, Rottofreno, Calendasco.
All'interno del parco ricadono due Siti di Importanza Comunitaria e Zone di Protezione Speciale (SIC-ZPS) della Rete Natura 2000 (IT4010016 "Basso Trebbia", IT4010018 "Fiume Po da Rio Boriacco a Bosco Ospizio") e un geosito regionale (ID 2029 Croara).
Gli uffici operativi del parco si trovano presso il palazzo della Provincia di Piacenza, in centro alla città, e offrono sia informazioni turistiche sia tecniche.
Nel Parco si trova il Castello di Rivalta che fa parte del Circuito dei Castelli del Ducato di Parma, Piacenza e Pontremoli.

## Flora e fauna
L'ampio greto del fiume è caratterizzato da terrazzi aridi con praterie e arbusteti formati da ghiaia e sabbia portati dalla corrente. Nelle zone ripariali si trovano colture agricole tradizionali e piccole zone soggette all'attività estrattiva.
La portanza idrica del Trebbia, ossia la variazione della quantità d'acqua nel corso dell'anno, è infatti tipicamente torrentizio. Ciò significa che si alternano periodi di scarsità d'acqua e corrente calma a periodi di piena.
La vegetazione varia molto in base alla vicinanza al fiume. Nel greto si trovano salici arbustivi che si adattano sia alle piene sia alla siccità, mentre sui terrazzi si trovano boschi di pioppo e salice bianco.
Nei mesi primaverili il parco si tinge di bellissimi colori grazie alla fioritura di orchidee; nel parco sono state censite orchidea piramidale (Anacamptis piramidalis), orchidea cimicina (A. coriophora), orchide minore (A. morio) e orchidea screziata (Neotinea tridentata), la più rara.
Il parco è un importante corridoio migratorio dell'avifauna. In particolare, si pone l'attenzione all'occhione che nidifica tra la terra del greto e grazie al suo piumaggio si mimetizza facilmente. Anche il corriere piccoli, la sterna comune e il fraticello nidificano tra i ciottoli del fiume. Il corso d'acqua è, inoltre, territorio di caccia dei trampolieri, come gli aironi e il cavaliere  d'Italia.
Oltre a grandi mammiferi, come caprioli, cinghiali, volpi e istrici; nel parco vivono diverse specie di pipistrello protetti a livello europeo.
Nel fiume si trovano pesci che amano le zone di calma, acque limpide e ben ossigenate e fondo ghiaioso e sabbioso; per questo è frequentato da barbi, lasche e gobioni.